# Nagoya Challenger 1987
Il Nagoya Challenger 1987 è stato un torneo di tennis facente parte della categoria ATP Challenger Series nell'ambito dell'ATP Challenger Series 1987. Il torneo si è giocato a Nagoya in Giappone dal 27 aprile al 3 maggio 1987 su campi in cemento.

## Vincitori

### Singolare
Ramesh Krishnan ha battuto in finale  Jay Lapidus con il punteggio di 6–3, 6–0

### Doppio
Andrew Castle /  Jon Levine hanno battuto in finale  Steve Guy /  David Mustard con il punteggio di 7–6, 7–6